# Доњи Ранковић
Доњи Ранковић (Ранковић Српски до 1955) је насељено мјесто у општини Теслић, Република Српска, БиХ. Према попису становништва из 2013. у насељу је живјело 910 становника.

## Историја
Насеље је до 1955. носило назив Ранковић Српски.

## Становништво
| Националност       | 1991. | 1981. | 1971. | 1961. |
| Срби               | 716   | 637   | 625   | 590   |
| Муслимани          | 188   | 123   | 75    | 43    |
| Југословени        | 40    | 62    |       |       |
| Црногорци          |       |       |       | 4     |
| Хрвати             | 6     | 5     |       | 1     |
| остали и непознато | 20    | 1     |       | 1     |
| Укупно             | 970   | 828   | 700   | 639   |

| Демографија | Демографија | Демографија |
| Година      | Становника  | Становника  |
| ----------- | ----------- | ----------- |
| 1961.       | 639         |             |
| 1971.       | 700         |             |
| 1981.       | 828         |             |
| 1991.       | 970         |             |
| 2013.       | 910         |             |